# Iwan Moskwin (aktor)
Iwan Michajłowicz Moskwin (ros. Ива́н Миха́йлович Москви́н; ur. 1874 w Moskwie, zm. 16 lutego 1946) – rosyjski i radziecki aktor, reżyser teatralny, mistrz recytacji.
W 1936 otrzymał tytuł Ludowego Artysty ZSRR, był laureatem Nagrody Stalinowskiej I stopnia w 1943 i 1946.
Został pochowany na Cmentarzu Nowodziewiczym w Moskwie.

## Wybrana filmografia
- 1922: Polikuszka jako Polikiej